# آلن فورلان
آلن فورلان (انگلیسی: Alan Furlan؛ ‏ ۱۳ آوریل ۱۹۲۰ – ۱۴ مهٔ ۱۹۹۷) هنرپیشه ایتالیایی-آمریکایی بود.
از فیلم‌هایی که وی در آن نقش داشته‌است، می‌توان به جنگ و صلح اشاره کرد.